# Saint-Jean-le-Blanc (Loiret)
Pour les articles homonymes, voir Saint-Jean-le-Blanc et Saint-Jean.
Saint-Jean-le-Blanc est une commune française située dans le département du Loiret en région Centre-Val de Loire, banlieue résidentielle d'Orléans.
Au niveau de Saint-Jean-le-Blanc, le Val de Loire est classé au patrimoine mondial de l'UNESCO (2000).

## Géographie

### Localisation

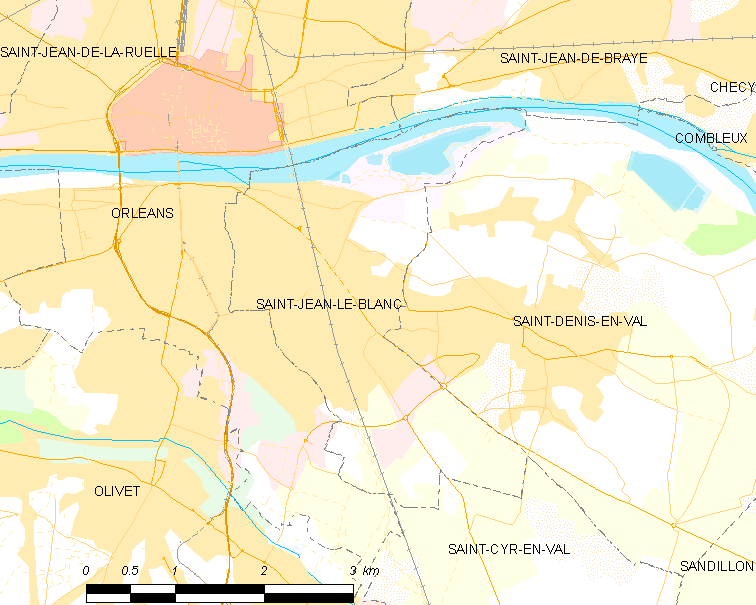
Carte de la commune de Saint-Jean-le-Blanc (Loiret) et des communes limitrophes.

La commune de Saint-Jean-le-Blanc se trouve dans le quadrant sud-ouest du département du Loiret, dans la région agricole du Val de Loire et l'aire urbaine d'Orléans. À vol d'oiseau, elle se situe à 2,4 km  d'Orléans, préfecture du département. La commune fait partie du bassin de vie d'Orléans.
Les communes les plus proches sont : Saint-Denis-en-Val (2,3 km), Orléans (2,4 km), Saint-Jean-de-Braye (3,4 km), Olivet (3,4 km), Saint-Pryvé-Saint-Mesmin (4,5 km), Saint-Jean-de-la-Ruelle (4,7 km), Fleury-les-Aubrais (4,7 km), Combleux (4,8 km), Semoy (5,2 km) et La Chapelle-Saint-Mesmin (6,8 km).
| Orléans | Orléans             | Saint-Jean-de-Braye                  |
| Orléans | Saint-Jean-le-Blanc | Saint-Denis-en-Val                   |
| Orléans | Saint-Cyr-en-Val    | Saint-Cyr-en-Val, Saint-Denis-en-Val |

### Géologie

Carte géologique de la commune de Saint-Jean-le-Blanc.
Fz : Alluvions récentes des lits mineurs (Holocène)
Fy : Alluvions récentes des levées et montilles de la Loire (Holocène

La région d'Orléans se situe dans le sud du Bassin parisien, vaste cuvette composée d’un empilement de couches sédimentaires d'origines essentiellement détritiques (issus de l'érosion d’anciennes chaînes de montagnes) et carbonatées (précipitation de carbonate de calcium). Ces dépôts s'étagent du Trias (- 250 millions d'années) au Pliocène (- 23 millions d'années) et se font surtout en contexte marin, mais aussi en milieu lacustre. Les successions de périodes glaciaires et interglaciaires au Quaternaire aboutissent à la configuration géomorphologique actuelle : altération plus ou moins profonde des roches en place, terrasses alluviales anciennes perchées sur les plateaux et incision de la vallée actuelle de la Loire,.
La commune est entièrement dans le lit majeur de la Loire, constitué d'une plaine alluviale comprise entre la Loire au Nord et le plateau solognot au sud. Les alluvions de cette plaine (Fy et Fz) sont récentes, datant de l'Holocène. Les sables de la Loire sont essentiellement constitués par des minéraux provenant de la désagrégation des roches granitiques et métamorphiques du Massif central auxquels s'ajoutent principalement, sous forme de graviers et galets, des éléments locaux provenant de l'érosion de roches sédimentaires.
Le territoire communal est relativement plat puisque la dénivelée maximale est de 9 mètres. L'altitude du territoire varie en effet de 91 mètres à 100 mètres,.

### Climat
Pour des articles plus généraux, voir Climat du Centre-Val de Loire et Climat du Loiret.
En 2010, le climat de la commune est de type climat océanique dégradé des plaines du Centre et du Nord, selon une étude du CNRS s'appuyant sur une série de données couvrant la période 1971-2000. En 2020, Météo-France publie une typologie des climats de la France métropolitaine dans laquelle la commune est exposée à un climat océanique altéré et est dans la région climatique Moyenne vallée de la Loire, caractérisée par une bonne insolation (1 850 h/an) et un été peu pluvieux.
Pour la période 1971-2000, la température annuelle moyenne est de 11 °C, avec une amplitude thermique annuelle de 15,3 °C. Le cumul annuel moyen de précipitations est de 682 mm, avec 11,2 jours de précipitations en janvier et 7 jours en juillet. Pour la période 1991-2020, la température moyenne annuelle observée sur la station météorologique de Météo-France la plus proche, sur la commune de Fleury-les-Aubrais à 4 km à vol d'oiseau, est de 11,7 °C et le cumul annuel moyen de précipitations est de 728,8 mm,. Pour l'avenir, les paramètres climatiques de la commune estimés pour 2050 selon différents scénarios d'émission de gaz à effet de serre sont consultables sur un site dédié publié par Météo-France en novembre 2022.
| Mois                                  | jan.           | fév.             | mars           | avril         | mai           | juin         | jui.           | août          | sep.           | oct.            | nov.           | déc.             | année     |
| ------------------------------------- | -------------- | ---------------- | -------------- | ------------- | ------------- | ------------ | -------------- | ------------- | -------------- | --------------- | -------------- | ---------------- | --------- |
| Température minimale moyenne (°C)     | 1,4            | 0,9              | 3              | 5             | 8,7           | 11,9         | 13,8           | 13,5          | 10,2           | 7,8             | 4,2            | 1,9              | 6,9       |
| Température moyenne (°C)              | 4,3            | 4,8              | 7,9            | 10,6          | 14,3          | 17,7         | 19,9           | 19,8          | 16,1           | 12,3            | 7,6            | 4,8              | 11,7      |
| Température maximale moyenne (°C)     | 7,3            | 8,7              | 12,9           | 16,3          | 19,9          | 23,5         | 26             | 26,1          | 21,9           | 16,7            | 11             | 7,7              | 16,5      |
| Record de froid (°C) date du record   | −19 17.01.1985 | −13,8 07.02.1991 | −13,1 01.03.05 | −4,5 11.04.03 | −1 05.05.1979 | 0 05.06.1991 | 3,1 16.07.1984 | 4 26.08.1993  | 0,5 30.09.1988 | −4,6 21.10.10   | −11 23.11.1993 | −12,8 30.12.1985 | −19 1985  |
| Record de chaleur (°C) date du record | 17 30.01.02    | 22,2 27.02.19    | 24,5 16.03.12  | 29,7 30.04.05 | 32 27.05.05   | 38 29.06.19  | 41,5 25.07.19  | 40,4 10.08.03 | 35 15.09.1982  | 33,1 01.10.1985 | 24 01.11.14    | 19,4 16.12.1989  | 41,5 2019 |
| Précipitations (mm)                   | 59,4           | 55,3             | 51,5           | 52            | 74,6          | 52,9         | 58,1           | 58,4          | 56,3           | 66,8            | 68,6           | 74,9             | 728,8     |

### Milieux naturels et biodiversité

#### Sites Natura 2000
Le réseau Natura 2000 est un réseau écologique européen de sites naturels d’intérêt écologique élaboré à partir des Directives «Habitats » et «Oiseaux ». Ce réseau est constitué de Zones Spéciales de Conservation (ZSC) et de Zones de Protection Spéciale (ZPS). Dans les zones de ce réseau, les États Membres s'engagent à maintenir dans un état de conservation favorable les types d'habitats et d'espèces concernés, par le biais de mesures réglementaires, administratives ou contractuelles. L'objectif est de promouvoir une gestion adaptée des habitats tout en tenant compte des exigences économiques, sociales et culturelles, ainsi que des particularités régionales et locales de chaque État Membre. les activités humaines ne sont pas interdites, dès lors que celles-ci ne remettent pas en cause significativement l’état de conservation favorable des habitats et des espèces concernés,. Les sites Natura 2000 présents sur le territoire communal de Saint-Jean-le-Blanc sont au nombre de deux.
| Nom                                                 | Numéro    | Type                         | Arrêté        | Superficie | Description |
| --------------------------------------------------- | --------- | ---------------------------- | ------------- | ---------- | --- |
| Vallée de la Loire de Tavers à Belleville-sur-Loire | FR2400528 | SIC (Directive « Habitats ») | 13 avril 2007 | 7 120 ha   | Le site concerne 51 communes. La délimitation de ce site Natura 2000 est très proche de celle correspondant à la Directive Oiseaux. L'intérêt majeur du site repose sur les milieux ligériens liés à la dynamique du fleuve, qui hébergent de nombreuses espèces citées en annexe II de la directive Habitats. Il est situé dans les parties est et sud de la commune. |
| Vallée de la Loire du Loiret                        | FR2410017 | ZPS (Directive « Oiseaux »)  | 4 mai 2007    | 7 684 ha   | Le site concerne la vallée de la Loire dans le Loiret. Cette ZPS se poursuit en amont et en aval sur les départements voisins. L'intérêt majeur du site repose sur les milieux et les espèces ligériens liés à la dynamique du fleuve. Ces milieux hébergent de nombreuses espèces citées en annexe I de la directive Oiseaux. Le site est caractérisé par la présence de colonies nicheuses de sternes naine et pierregarin et de mouette mélanocéphale. Des sites de pêche du Balbuzard pêcheur sont également présents. Le site est également lieu de reproduction du bihoreau gris, de l'aigrette garzette, de la bondrée apivore, du milan noir, de l'œdicnème criard, du martin-pêcheur, du pic noir, de la pie-grièche écorcheur. Il est situé dans les parties est et sud de la commune. |

Sélection de représentants de l'avifaune de la zone Natura 2000 « Vallée de la Loire du Loiret ».
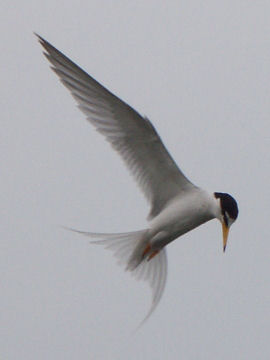
Sterne naine.
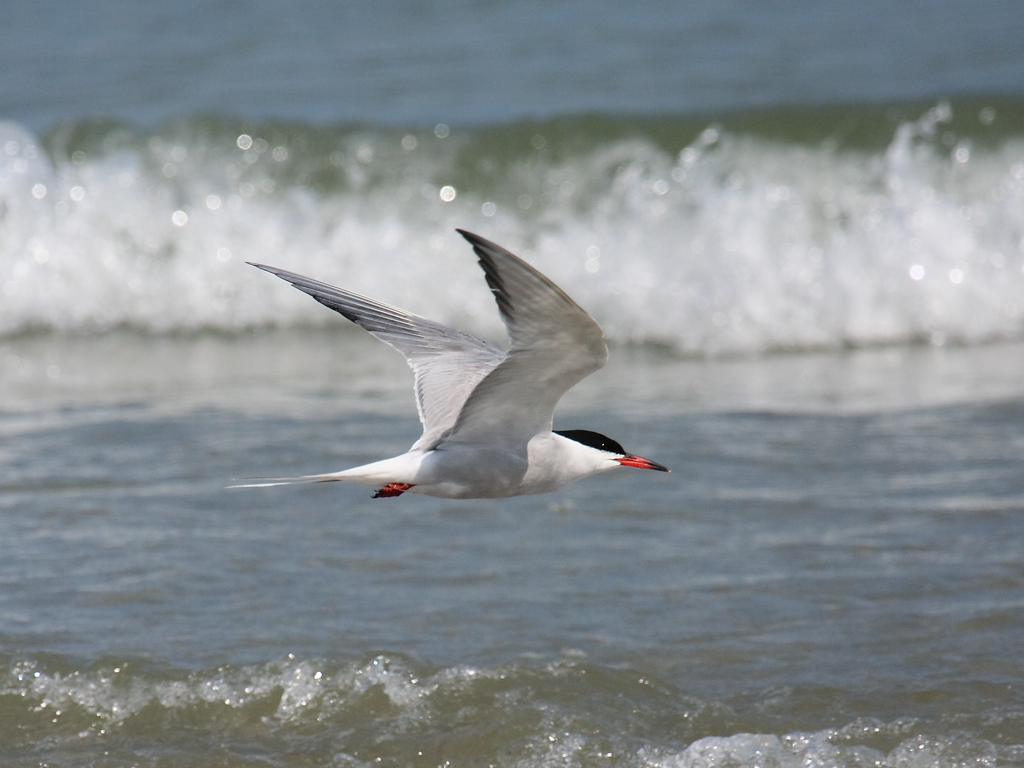
Sterne pierregarin.
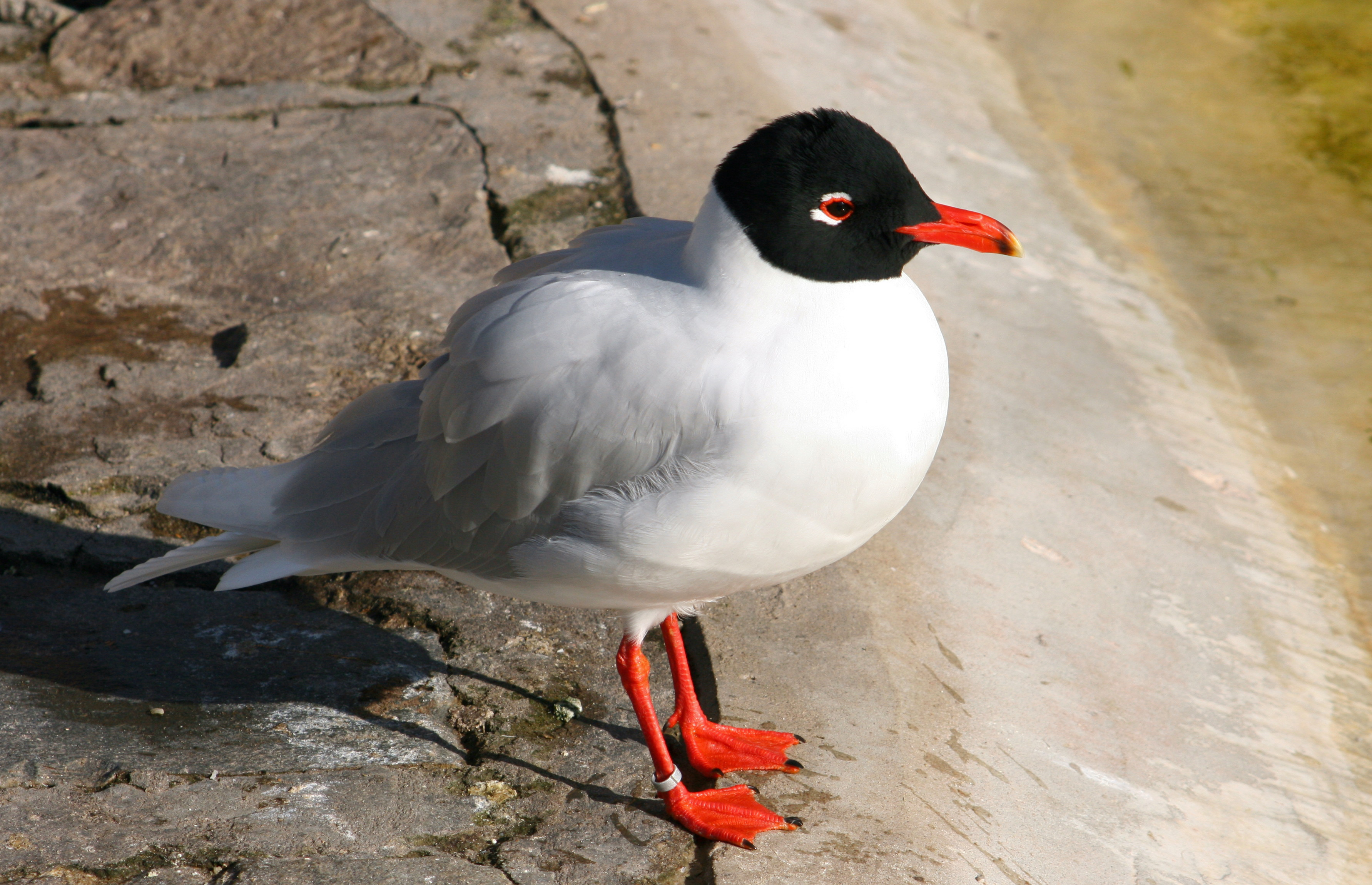
Mouette mélanocéphale.
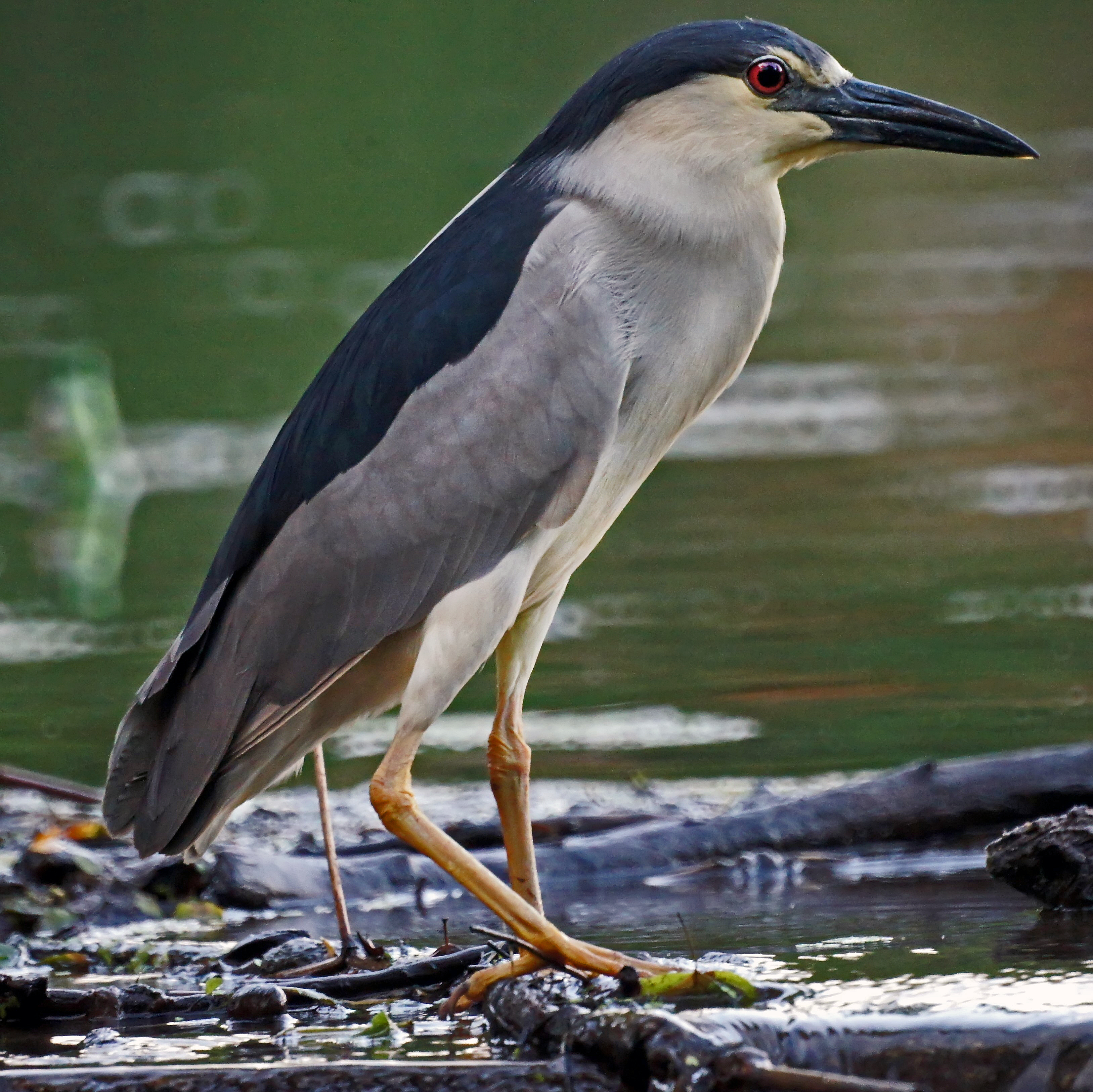
Bihoreau gris.
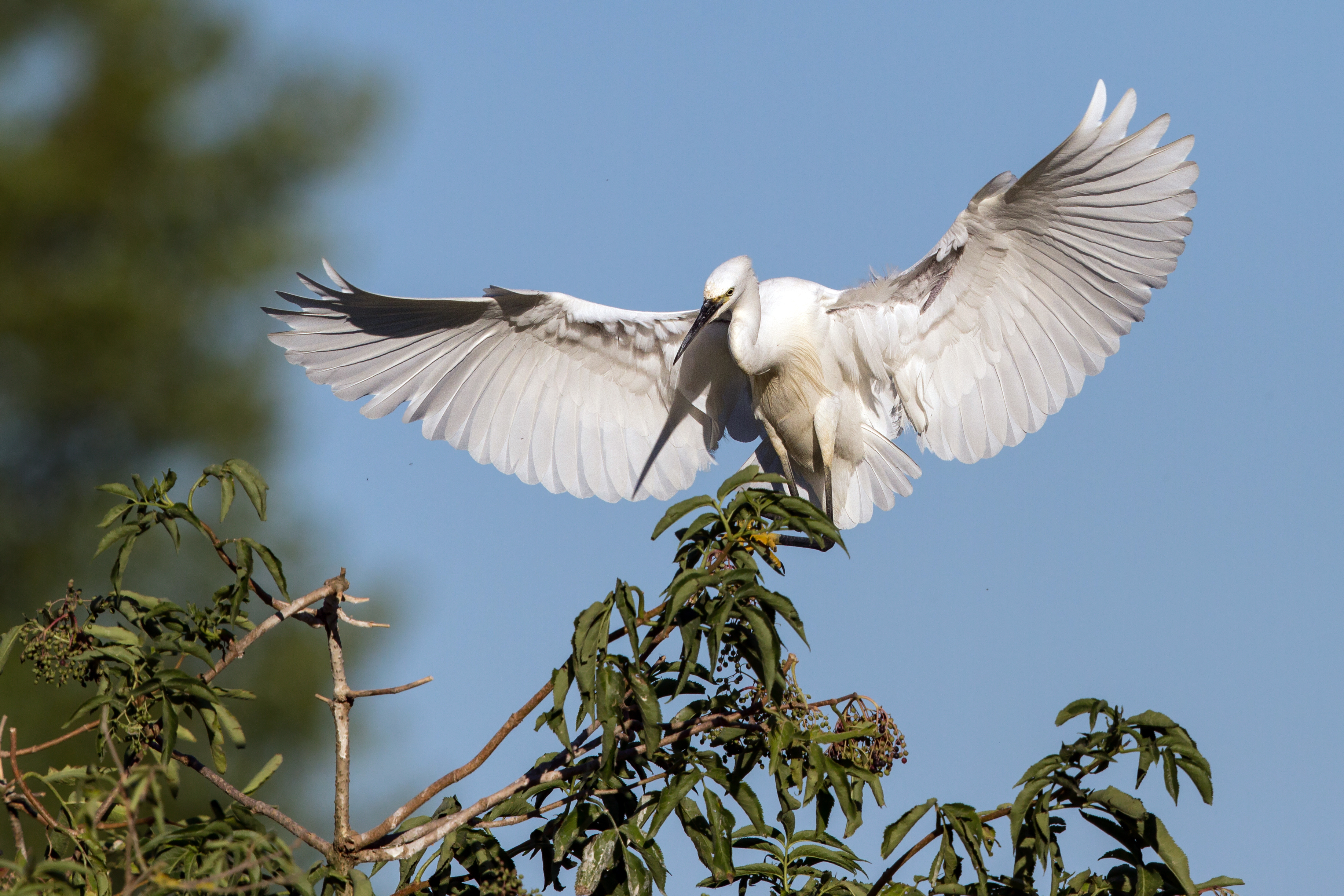
Aigrette garzette.
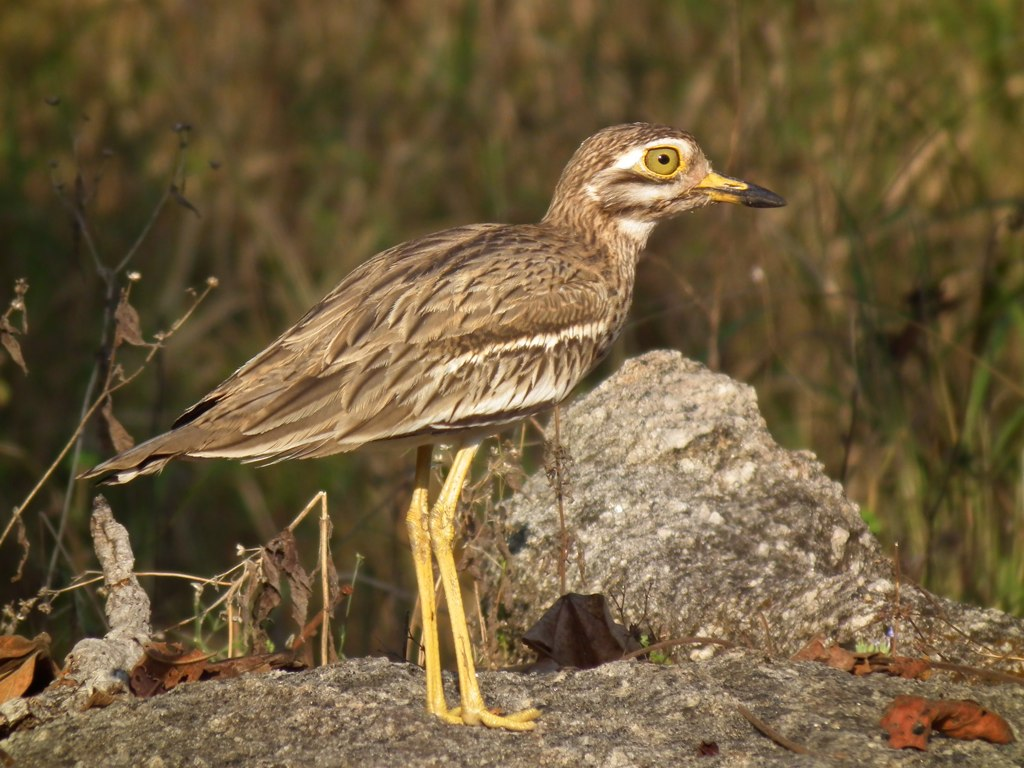
Œdicnème criard.
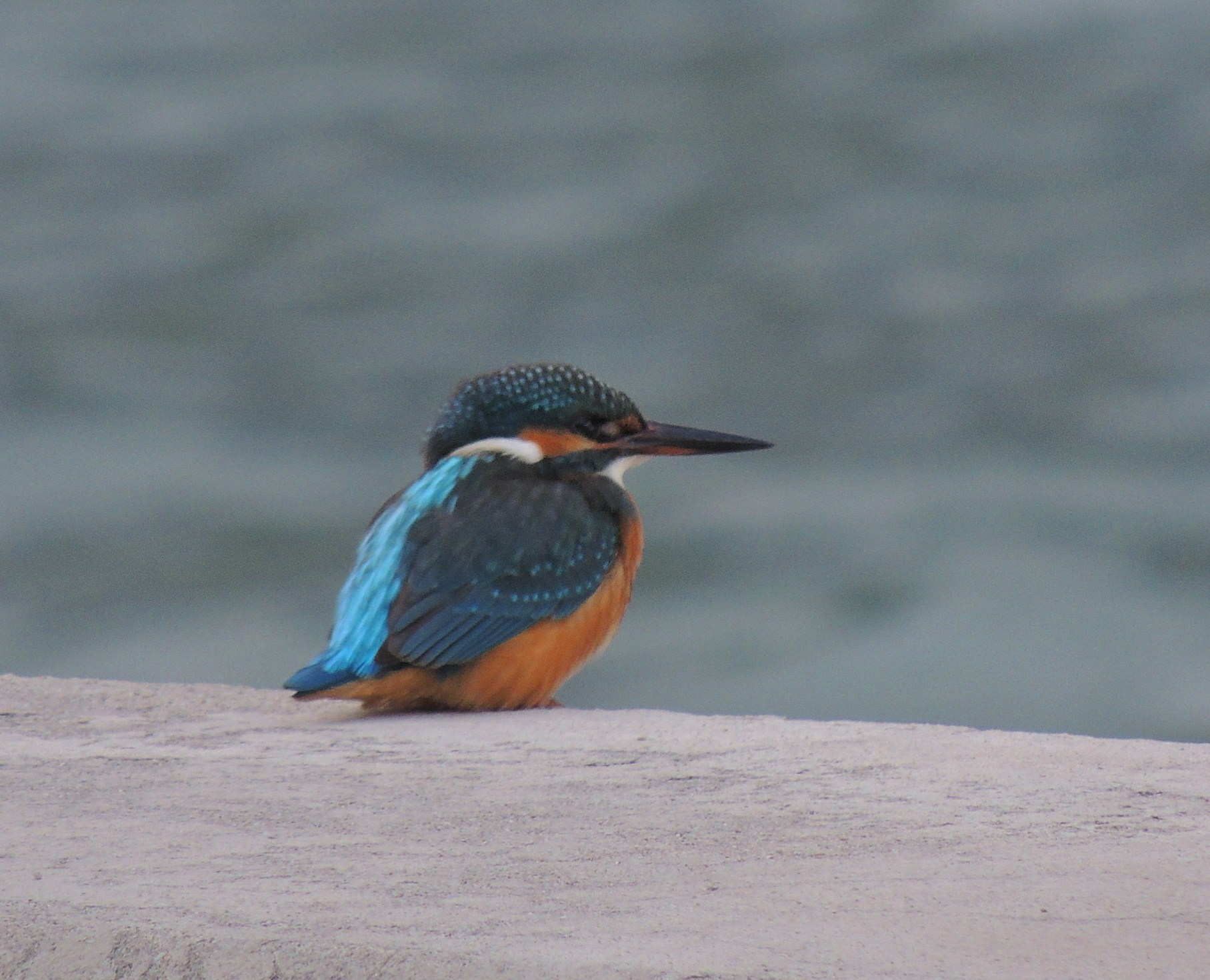
Martin-pêcheur d'Europe.

#### Zones nationales d'intérêt écologique, faunistique et floristique
L’inventaire des zones naturelles d'intérêt écologique, faunistique et floristique (ZNIEFF) a pour objectif de réaliser une couverture des zones les plus intéressantes sur le plan écologique, essentiellement dans la perspective d’améliorer la connaissance du patrimoine naturel national et de fournir aux différents décideurs un outil d’aide à la prise en compte de l’environnement dans l’aménagement du territoire. Le territoire communal de Saint-Jean-le-Blanc comprend trois ZNIEFF.

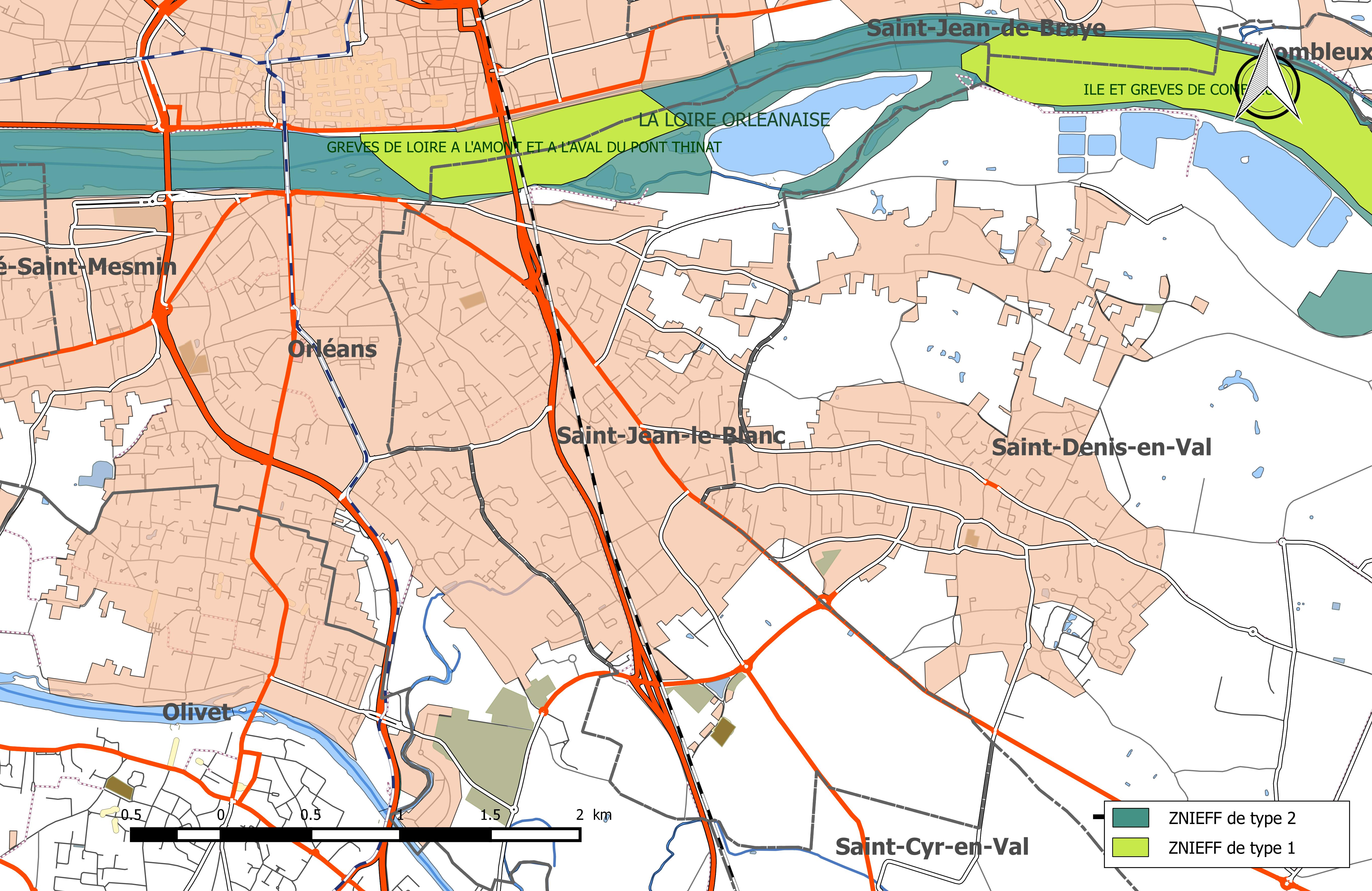
Carte des ZNIEFF de la commune et de ses abords.

Les « Grèves de Loire à l'amont et à l'aval du pont Thinat » sont une Znieff de type 1 d'une surface de 56,89 hectares qui s'étend sur 2 communes (Orléans et Saint-Jean-le-Blanc). Son altitude est de 96 m. Des bancs de sable et de graviers se découvrent à chaque saison en amont et en aval du Pont René-Thinat et sont occupés régulièrement (mais pas systématiquement tous les ans) par une petite colonie de sternes naines (sterna albifrons), espèce fragile, caractéristique des  grèves de Loire sans végétation. En fin d'été, la flore qui colonise les grèves est caractéristique de la végétation des sables exondés avec des espèces comme Cyperus michelianus, Pulicaria vulgaris, Chenopodium glaucum, Chenopodium rubrum, espèces déjà identifiées sur le site par Jullien-Crosnier à la fin du XIXe siècle.
Les « Ile et grèves de Combleux » sont une zone de type 1, d'une superficie de 127 hectares. Cette zone s'étend sur 5 communes (Chécy, Combleux, Saint-Denis-en-Val, Saint-Jean-de-Braye et Saint-Jean-le-Blanc) et se situe dans le lit mineur de la Loire à l'amont de l'agglomération d'Orléans, donc en milieu périurbain. Son altitude est de 100 m. La pulicaire commune (Pulicaria vulgaris) est présente de manière constante en plusieurs stations, dont le nombre de pieds est important. Le castor (Castor fiber) est installé de manière pérenne et s'y reproduit chaque année. Il s'agit d'un site important pour cette espèce dans le département du Loiret. Concernant l'avifaune, cet espace assure une fonction de halte migratoire du fait de sa situation dans la partie la plus septentrionale du fleuve et de la présence de surfaces notables de grèves.
La « loire orléanaise » est une Znieff de type 2 de 5 458 hectares qui s'étend sur 37 communes, dont Dampierre-en-Burly, et se superpose pour la commune à la zone Natura 2000 de nom similaire. Elle correspond à la boucle septentrionale du fleuve. Son altitude varie entre 80 et 135 m. Elle se caractérise par un lit mineur largement occupé par des îles et grèves sableuses. Ces milieux soumis au marnage annuel recèlent de multiples habitats plus ou moins temporaires. C'est pratiquement la seule section qui présente des méandres. On observe, sur les basses terrasses, quelques formations sablo-calcaires.

## Histoire
Des traces d'une voie romaine allant d'Orléans (Genabum) à Sancerre (Gortona) ont été retrouvées, donnant son nom à un lieu-dit actuel, le Pavé Romain.
La première mention du nom de la ville date de 1229 (Sanctus Johannes Albus).
Un château, dont il ne reste plus aucune trace, a été construit en 1233. Il est transformé en couvent « Les Capucins » en 1578, lui-même reconverti en diverses utilisations avant qu'une école soit construite sur son terrain.
Durant la guerre de Cent Ans, le territoire de la ville était occupé par la défense anglaise. Jeanne d'Arc dut y combattre avant de libérer Orléans.

### Héraldique
| Blason de Saint-Jean-le-Blanc | Les armes de Saint-Jean-le-Blanc se blasonnent ainsi : D'azur à la fasce ondée d'argent, accompagnée en chef de trois fleurs de lys d'or et d'un lambel d'argent et en pointe d'un agneau pascal contourné du même. |

### Révolution française et Empire

#### Nouvelle organisation territoriale
Le décret de l'Assemblée Nationale du 12 novembre 1789 décrète « il y aura une municipalité dans chaque ville, bourg, paroisse ou communauté de campagne ». En 1790, dans le cadre de la création des départements, le Loiret compte alors 367 municipalités, rattachées à 59 cantons et 7 districts. La municipalité de Saint Jean le Blanc est rattachée au canton d'Orleans et au district d'Orléans. Le terme « commune », au sens de l’administration territoriale actuelle, est imposé par le décret de la Convention nationale du 10 brumaire an II (31 octobre 1793) : « La Convention nationale, sur la proposition d’un membre, décrète que toutes les dénominations de ville, bourg ou village sont supprimées et que celle de commune leur est substituée ». Ainsi la municipalité de Saint Jean le Blanc devient formellement « commune de Saint Jean le Blanc » en 1793.
Les cantons sont supprimés, en tant que découpage administratif, par une loi du 26 juin 1793, et ne conservent qu'un rôle électoral, permettant l’élection des électeurs du second degré chargés de désigner les députés,. La Constitution du 5 fructidor an III, appliquée à partir de vendémiaire an IV (1795) supprime les districts, considérés comme des rouages administratifs liés à la Terreur, mais maintient les cantons qui acquièrent dès lors plus d'importance en retrouvant une fonction administrative. Enfin, sous le Consulat, un redécoupage territorial visant à réduire le nombre de justices de paix ramène le nombre de cantons dans le Loiret de 58 à 31,. Saint-Jean-le-Blanc est alors rattachée au canton Nogen-sur-Vernisson et à l'Arrondissement d'Orléans par arrêté du 9 vendémiaire an X (1er octobre 1801),,. En 1806, la commune est rattachée au canton d'Orléans-Sud, un canton nouveau formé du faubourg Saint-Marceau et de toutes les communes du canton d'Olivet qui est supprimé. Cette organisation va rester inchangée jusqu'en 1973 où la commune est rattachée au canton d'Olivet puis au nouveau canton de Saint-Jean-le-Blanc en 1982.

## Urbanisme

### Typologie
Au 1er janvier 2024, Saint-Jean-le-Blanc est catégorisée grand centre urbain, selon la nouvelle grille communale de densité à sept niveaux définie par l'Insee en 2022.
Elle appartient à l'unité urbaine d'Orléans, une agglomération intra-départementale regroupant 19  communes, dont elle est une commune de la banlieue,,. Par ailleurs la commune fait partie de l'aire d'attraction d'Orléans, dont elle est une commune du pôle principal,. Cette aire, qui regroupe 136 communes, est catégorisée dans les aires de 200 000 à moins de 700 000 habitants,.

### Occupation des sols
L'occupation des sols de la commune, telle qu'elle ressort de la base de données européenne d’occupation biophysique des sols Corine Land Cover (CLC), est marquée par l'importance des territoires artificialisés (65,4 % en 2018), en augmentation par rapport à 1990 (56,9 %). La répartition détaillée en 2018 est la suivante : 
zones urbanisées (50,5 %), terres arables (12,3 %), zones agricoles hétérogènes (12,1 %), eaux continentales (10,2 %), espaces verts artificialisés, non agricoles (9,5 %), zones industrielles ou commerciales et réseaux de communication (5,3 %).
L'évolution de l'occupation des sols de la commune et de ses infrastructures peut être observée sur les différentes représentations cartographiques du territoire : la carte de Cassini (XVIIIe siècle), la carte d'état-major (1820-1866) et les cartes ou photos aériennes de l'IGN pour la période actuelle (1950 à aujourd'hui).

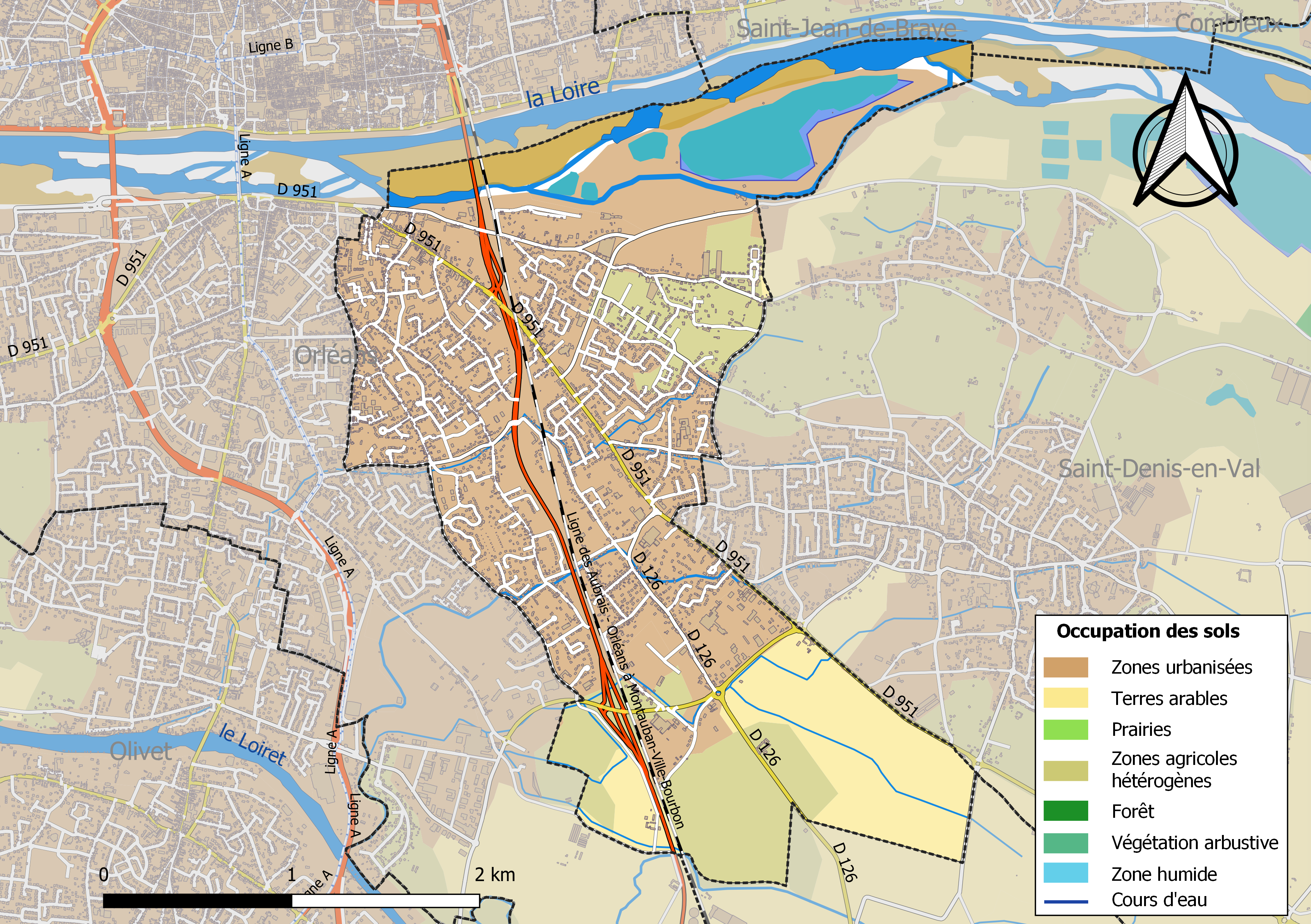
Carte des infrastructures et de l'occupation des sols de la commune en 2018 (CLC).
Carte orthophotographique de la commune en 2016.

### Voies de communication et transports

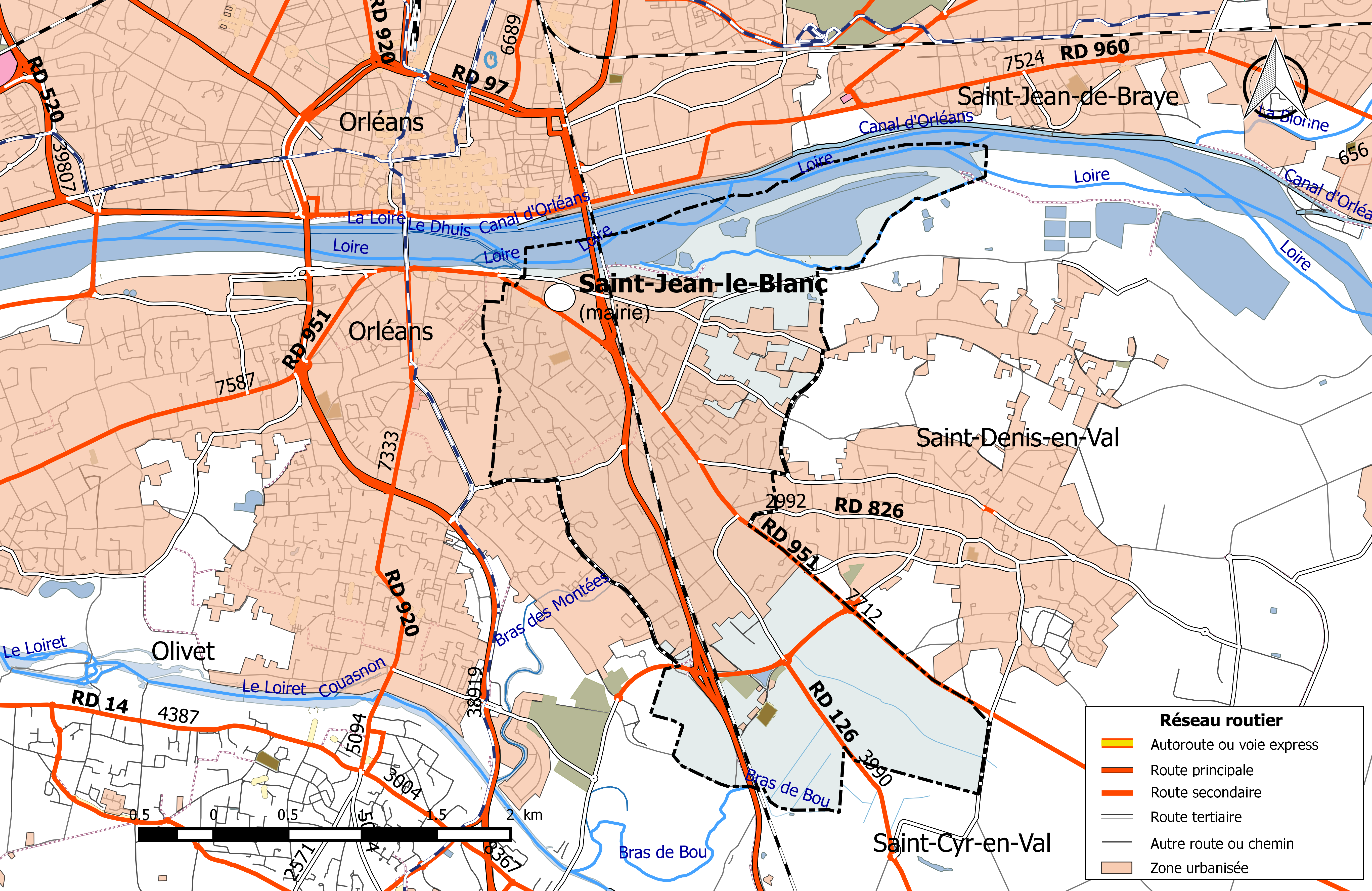
Réseau routier principal de la commune de Saint-Jean-le-Blanc (avec indication du trafic routier 2014).

#### Transport en commun
La commune est membre d'Orléans Métropole et est de ce fait desservie par les transports de l'agglomération orléanaise (TAO), avec les lignes de bus 5, 16, 40, 41 et la ligne scolaire 67 qui dessert le collège Jacques Prévert.
Il y aussi le transport à la demande (resa’sud).
Une ligne saisonnière nommée IC permet aux Orléanais de rejoindre la base de loisirs de l'île Charlemagne, située sur le territoire de Saint-Jean-le-Blanc.

### Risques naturels et technologiques majeurs
La commune de Saint-Jean-le-Blanc est vulnérable à différents aléas naturels : inondations (par débordement de la Loire ou de ruisseaux), climatiques (hiver exceptionnel ou canicule), mouvements de terrains ou sismique. Elle est également exposée à un risque technologique : le transport de matières dangereuses.
Entre 1985 et 2016, sept arrêtés ministériels ayant porté reconnaissance de catastrophe naturelle ont été pris pour le territoire de la commune de Saint-Jean-le-Blanc dont trois pour des inondations et coulées de boue et quatre pour des mouvements de terrain.

#### Risque d'inondation

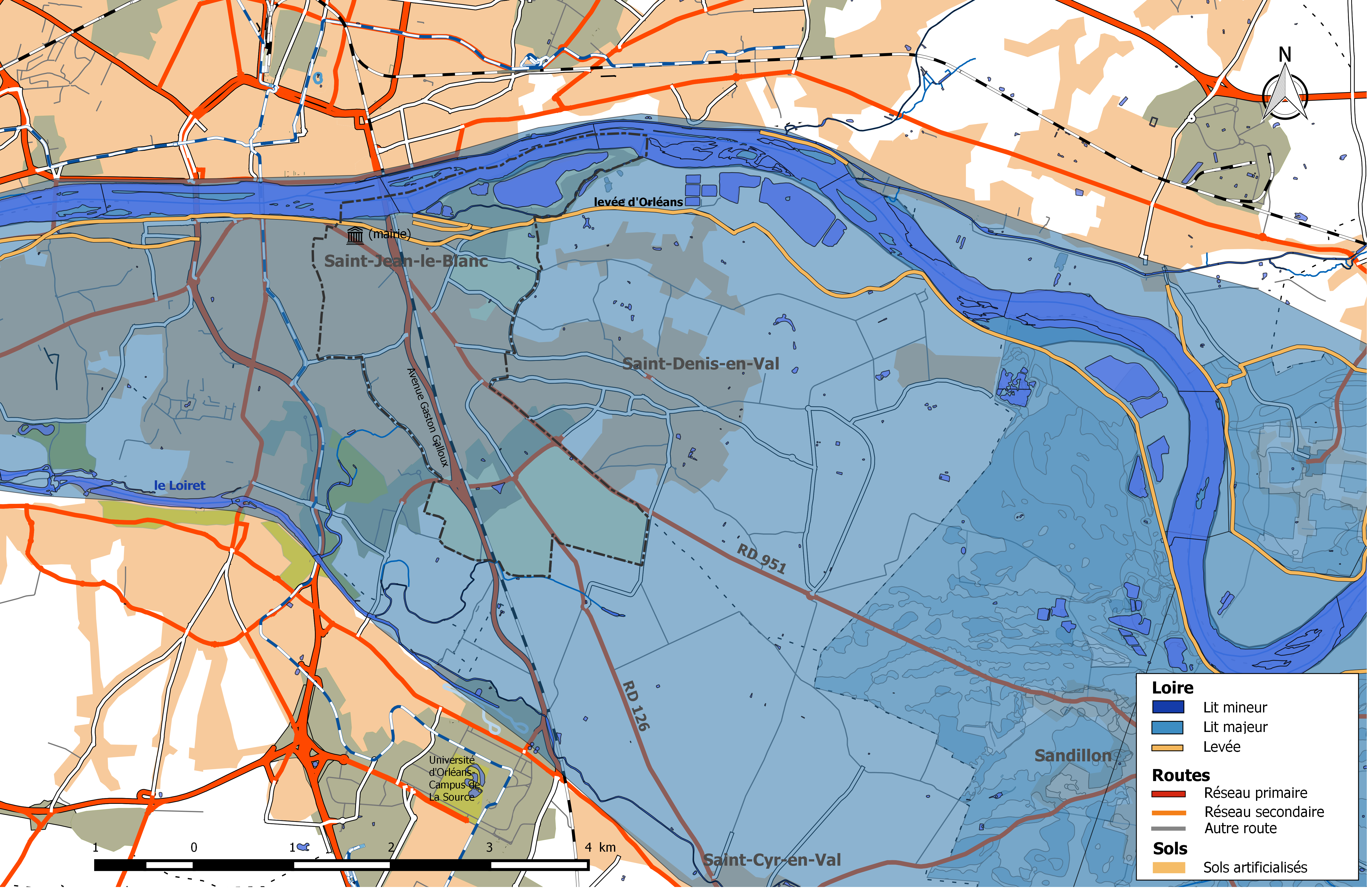
Zone inondable de la commune de Saint-Jean-le-Blanc.

La Loire est à l'origine des dégâts les plus importants sur la commune en cas de crue majeure. Les crues historiques sont celles de 1846, 1856, 1866 et 1907. Aucune crue n'a atteint depuis 1907 les hauteurs atteintes lors de ces événements catastrophiques.
Saint-Jean-le-Blanc est entièrement en zone inondable et fait partie du val d'Orléans qui s’étend sur 33 km de longueur, du hameau de Bouteille à l’amont au confluent du Loiret à l’aval, et couvre une partie du territoire de la commune. Ce val est protégé par une levée en terre, la levée d'Orléans, de 45 km de longueur, interrompue à 3,5 km environ en amont du confluent du Loiret. Il est inondé par le remous de la Loire dans la confluence du Loiret dès les premières crues simulées. Cette levée a été renforcée sur toute sa longueur. Le niveau de protection historique est celui visé par la construction du déversoir de Jargeau, aménagé à la fin du XIXe siècle à l'emplacement des brèches qui s'étaient produites en 1846, 1856 et 1866 et conçu initialement pour fonctionner au-delà de la cote de Loire à l'échelle d'Orléans proche de 6 m (crue de 1825, n'ayant pas occasionné de brèches). Les lignes d’eau en crue ont toutefois beaucoup changé depuis du fait de l'évolution morphologique du lit de la Loire, conséquence des ouvrages de navigation qui ont été réalisés au XIXe siècle  et de l’extraction massive de matériaux en deuxième partie du XXe siècle. Le déversoir ne remplit donc plus sa fonction de protéger la levée d'Orléans des surverses et il ne permet plus de définir l’objectif de protection du système d’endiguement.
L'analyse menée dans le cadre de l'étude de danger des digues, montre qu'aujourd'hui, le niveau de protection apparent de la levée est associé à une crue de période de retour d'environ 200 ans, soit une hauteur d'eau à l'échelle d'Orléans estimée à 5,75 m. Les zones de surverses probables mises en évidence se situent de l'amont vers l'aval, à Guilly, Tigy et Saint-Denis-en-Val (lieu-dit de Château Lumina). Par ailleurs, ces études montrent aussi que des défaillances avant dépassement des ouvrages sont probables, en particulier à Guilly, Tigy et Saint-Pryvé-Saint-Mesmin. Pour le secteur de Guilly, la probabilité de rupture n'est plus négligeable dès la crue de période de retour de 70 ans, soit une cote d'environ 4,60 m à l'échelle d'Orléans. Cette cote définit le niveau de sûreté actuel de la digue d'Orléans et correspond au seuil de déclenchement du plan d'évacuation massive de l'agglomération d'Orléans en cas de crue.
Le risque d'inondation est pris en compte dans l'aménagement du territoire de la commune par le biais du Plan de prévention du risque inondation (PPRI) du val d'Orléans - val amont, approuvé le 20 janvier 2015. Deux nouveaux types de zones sont apparues par rapport au précédent PPRI, plus restrictives pour une meilleure protection des usagers : la zone de dissipation d'énergie (ZDE) et la zone d'expansion de crue (ZEC). Dans la ZDE, située immédiatement à l’arrière des levées, qui serait fortement affectée en cas de brèche ou de rupture de digue, toute construction nouvelle est interdite. La ZEC quant à elle correspond aux secteurs naturels ou agricoles qu’il convient  de  préserver pour l’étalement des eaux en cas d’inondation et éviter l’accroissement des risques. La ZDE de Saint-Jean-le-Blanc, d'une superficie de 2 ha, concerne un secteur d'habitat continu dense incluant un secteurcollectif r+3et de l'habitat de ville r+1, ainsi que quelques habitations individuelles r+0.5. L'école primaire des Grands-Demay (111 élèves) est en limite de ZDE.
Deux documents permettent de définir les modalités de gestion de crise et d'organisation des secours : au niveau départemental, le Dispositif ORSEC départemental spécialisé déclenché en cas d'inondation de la Loire, le plan ORSIL, et au niveau communal le plan communal de sauvegarde.

#### Risque de mouvements de terrain
Le territoire de la commune peut être concerné par un risque d'effondrement de cavités souterraines non connues. Une cartographie départementale de l'inventaire des cavités souterraines et des désordres de surface a été réalisée. Il a été recensé sur la commune plusieurs effondrements de cavités.
Par ailleurs, le sol du territoire communal peut faire l'objet de mouvements de terrain liés à la sécheresse. Le phénomène de retrait-gonflement des argiles est la conséquence d'un changement d'humidité des sols argileux. Les argiles sont capables de fixer l'eau disponible mais aussi de la perdre en se rétractant en cas de sécheresse. Ce phénomène peut provoquer des dégâts très importants sur les constructions (fissures, déformations des ouvertures) pouvant rendre inhabitables certains locaux. Celui-ci a particulièrement affecté le Loiret après la canicule de l'été 2003. La totalité du territoire de la commune est soumis à un aléa « faible » face à ce risque, selon l'échelle définie par le Bureau de recherches géologiques et minières (BRGM).

## Politique et administration

### Découpage territorial
La commune de Saint-Jean-le-Blanc est membre de l'intercommunalité Orléans Métropole, un établissement public de coopération intercommunale (EPCI) à fiscalité propre créé le 1er janvier 2002 dont le siège est à Orléans. Ce dernier est par ailleurs membre d'autres groupements intercommunaux. En 2020, il s'agit du Syndicat mixte aménagement desserte aérienne de l'Ouest du Loiret (SMAEDAOL), du Syndicat mixte des bassins versants de la Bionne et du Cens et du Syndicat mixte d'améngament hydraulique (SMAH) du bassin de la Retrêve et de son affluent le ruisseau du Renard.
Sur le plan administratif, elle est rattachée à l'arrondissement d'Orléans, au département du Loiret et à la région Centre-Val de Loire. Sur le plan électoral, elle dépend du  canton de Saint-Jean-le-Blanc pour l'élection des conseillers départementaux, depuis le redécoupage cantonal de 2014 entré en vigueur en 2015, et de la première circonscription du Loiret  pour les élections législatives, depuis le dernier découpage électoral de 2010.

### Politique et administration municipales

#### Conseil municipal et maire
Depuis les élections municipales de 2014, le conseil municipal de Saint-Jean-le-Blanc, commune de plus de 1 000 habitants, est élu au scrutin proportionnel de liste à deux tours (sans aucune modification possible de la liste), pour un mandat de six ans renouvelable. Il est composé de 29 membres. L'exécutif communal est constitué par le maire, élu par le conseil municipal parmi ses membres, pour un mandat de six ans, c'est-à-dire pour la durée du mandat du conseil.
En 2022, des dissensions municipales sont apparues dans la majorité élue en juillet 2020, ainsi le Budget Primitif de l'année 2022 a été rejeté 3 fois par le Conseil Municipal : 21 janvier 2022, 11 mars 2022 et 12 avril 2022. La Chambre Régionale des Comptes du Centre-Val de Loire saisie par la Préfecture du Loiret a émis un projet de budget. Lors de la séance du Conseil Municipal du 12 avril 2022, les délégations de quatre adjoints au Maire ont été retirées par la Maire[réf. souhaitée].
Par arrêté préfectoral du 6 décembre 2022, la Préfète du Loiret a convoqué les électeurs de la Commune à des élections municipales partielles les 29 janvier 2023 (1er tour) et 5 février 2023 (second tour). Cette élection est la conséquence directe de la démission groupée de 12 conseillers municipaux et  adjoints au Maire le 20 octobre 2022. Pour cette élection municipale partielle, trois listes candidates ont été déclarées admises, représentées par : Françoise Grivotet (Maire sortante), Thierry Charpentier (ancien premier adjoint démissionnaire), Valentin Blelly,. Au 1er tour de cette élection municipale partielle dont le taux de participation était de 37,21 % (nombre d'inscrits : 6 261, nombre de votants : 2 330), la liste « Unis pour Saint-Jean-le-Blanc » de M. Charpentier a obtenu 49,16 % (1 087 voix), la liste « Saint Jean le Blanc autrement 2023 » de Mme Grivotet 30,17 % (667 voix) et la 3e liste « Pour un avenir serein à Saint-Jean-le-Blanc » menée par M. Blelly 20,67 %  (457 voix). Les trois listes sont admises pour le second tour du 5 février 2023. Il aura manqué seulement 18 voix à M. Charpentier pour être élu dès le premier tour face à la Maire sortante.
À l'issue du second tour des élections municipales partielles du 5 février 2023, dont le taux de participation était de 37,79 % (nombre d'inscrits : 6 258, nombre de votants : 2 365), les résultats sont :
- liste « Unis pour Saint-Jean-le-Blanc » de M. Charpentier, 55,60 % (1 252 voix soit 23 sièges au Conseil Municipal et 2 sièges à la Métropole)
- liste « Saint Jean le Blanc autrement 2023 » de Mme Grivotet, 28,37 % (639 voix soit 4 sièges au Conseil Municipal et 1 siège à la Métropole)
- liste « Pour un avenir serein à Saint-Jean-le-Blanc » menée par M. Blelly, 16,03 %  (361 voix soit 2 sièges au Conseil Municipal)[69],[70].

| Période                                  | Période              | Identité            | Étiquette        | Qualité |
| ---------------------------------------- | -------------------- | ------------------- | ---------------- | --- |
| Les données manquantes sont à compléter. |                      |                     |                  | |
| ?                                        | ?                    | Raymond Travers     |                  | Horticulteur |
| mars 1977                                | mars 2001            | Antoine Carré       | UDF-PR puis DL   | Médecin ORL Député du Loiret (1986-1988) Député de la 1re circonscription du Loiret (1993-2007) Conseiller général de Saint-Jean-le-Blanc (1982-2015) |
| mars 2001                                | mai 2004 (décès)     | Jean-Louis Chansou  | DL puis UMP      | |
| mai 2004                                 | octobre 2005 (décès) | André Boulard       | DVD              | |
| janvier 2006                             | mars 2014            | Jackie Zinsius      | UMP              | |
| mars 2014                                | juillet 2020         | Christian Bois      | UMP → LR         | Arboriculteur fruitier retraité |
| juillet 2020                             | janvier 2023         | Françoise Grivotet, | DVC (sout. LREM) | Professeure d'économie et gestion Vice-présidente d'Orléans Métropole (2020-2023)                                                                     |
| 12 février 2023                          | En cours             | Thierry Charpentier | SE               | Pharmacien, ancien premier adjoint Élu à la suite de l'élection municipale partielle des 29 janvier et 5 février 2023                                 |

### Jumelage
- Bad Friedrichshall (Allemagne) depuis 1989

### Labellisation environnementale
La commune est ville fleurie avec trois fleurs attribuées par le Conseil national des villes et villages fleuris de France au Concours des villes et villages fleuris.

## Équipements et services publics

### Gestion de l'eau

#### Eau potable
Le service public d’eau potable est une compétence obligatoire des communes depuis  l’adoption de la loi du 30 décembre 2006 sur l’eau et les milieux aquatiques. La commune assurait jusqu'au 1er janvier 2017, la distribution de l'eau potable sur le territoire communal par contre la production de cette eau était effectuée sous la maîtrise d'ouvrage de la ville d'Orléans. La gestion de l’eau étant une compétence obligatoire des communautés urbaines et des métropoles, la communauté urbaine Orléans Métropole s'est substituée à la commune pour la mise en œuvre du service public d'eau potable lors de la transformation de la communauté d'agglomération Val de Loire en communauté urbaine le 1er janvier 2017, puis c'est la métropole Orléans Métropole le 1er mai 2017 qui a pris cette compétence. La ville de Saint-Jean-le-Blanc est alimentée en eau potable par un des forages du Val situés sur le territoire d'Orléans, le Puits du Gouffre, le puits Theuriet ou le puits du Bouchet, pompant l'eau dans la nappe souterraine des calcaires de Beauce.

#### Eaux usées
La compétence assainissement, qui recouvre obligatoirement la collecte, le transport et l'épuration des eaux usées, l'élimination des boues produites, ainsi que le contrôle des raccordements aux réseaux publics de collecte, est assurée depuis le 1er janvier 2002 par la Communauté de l'Agglomération Orléans Val de Loire, puis le 1er janvier 2017 par la communauté urbaine et enfin depuis le 1er mai 2017 par Orléans Métropole.
Depuis le 1er mai 2016, la métropole a signé un contrat de délégation de service public avec la société Suez Environnement pour l'exploitation des réseaux et ouvrages de transport de 11 communes du territoire métropolitain dont Saint-Jean-le-Blanc. Le réseau comprend un réseau unitaire (eaux usées + eaux pluviales) de 2 681 ml, un réseau séparatif eaux usées de 23 544 ml et un réseau d'eaux pluviales de 24 157 ml. Sur la commune, on  compte 12 stations de relevage pour les eaux usées et 8 pour les eaux pluviales. Ces stations peuvent contenir de une à quatre pompes  dont les puissances peuvent varier de 1,3 kW à 140 kW (soit de 3 l/s à 450 l/s).
Un zonage d'assainissement, qui délimite les zones d'assainissement collectif, les zones d'assainissement non collectif et le zonage pluvial a été réalisé par l’AgglO et a été approuvé par  délibération du  conseil de communauté du 15 avril 2004.
La commune est raccordée à la station d'épuration de l'Île Arrault, située sur le territoire de Saint-Pryvé-Saint-Mesmin. Cet équipement, dont la capacité est de 95 000 EH, le deuxième plus important sur le territoire d'Orléans Métropole après la station de La Chapelle-Saint-Mesmin, a été mis en service le 1er janvier 1972. Cette station d'épuration a été démolie en 2012 à la suite de la construction d'une nouvelle usine de traitement des eaux usées en 2012 pour un montant de 33 millions d'euros dont  l'architecture est signée Jean-Marie Charpentier. L’exploitation de cette station d’épuration est assurée depuis mai 2016 par Véolia.

### Gestion des déchets

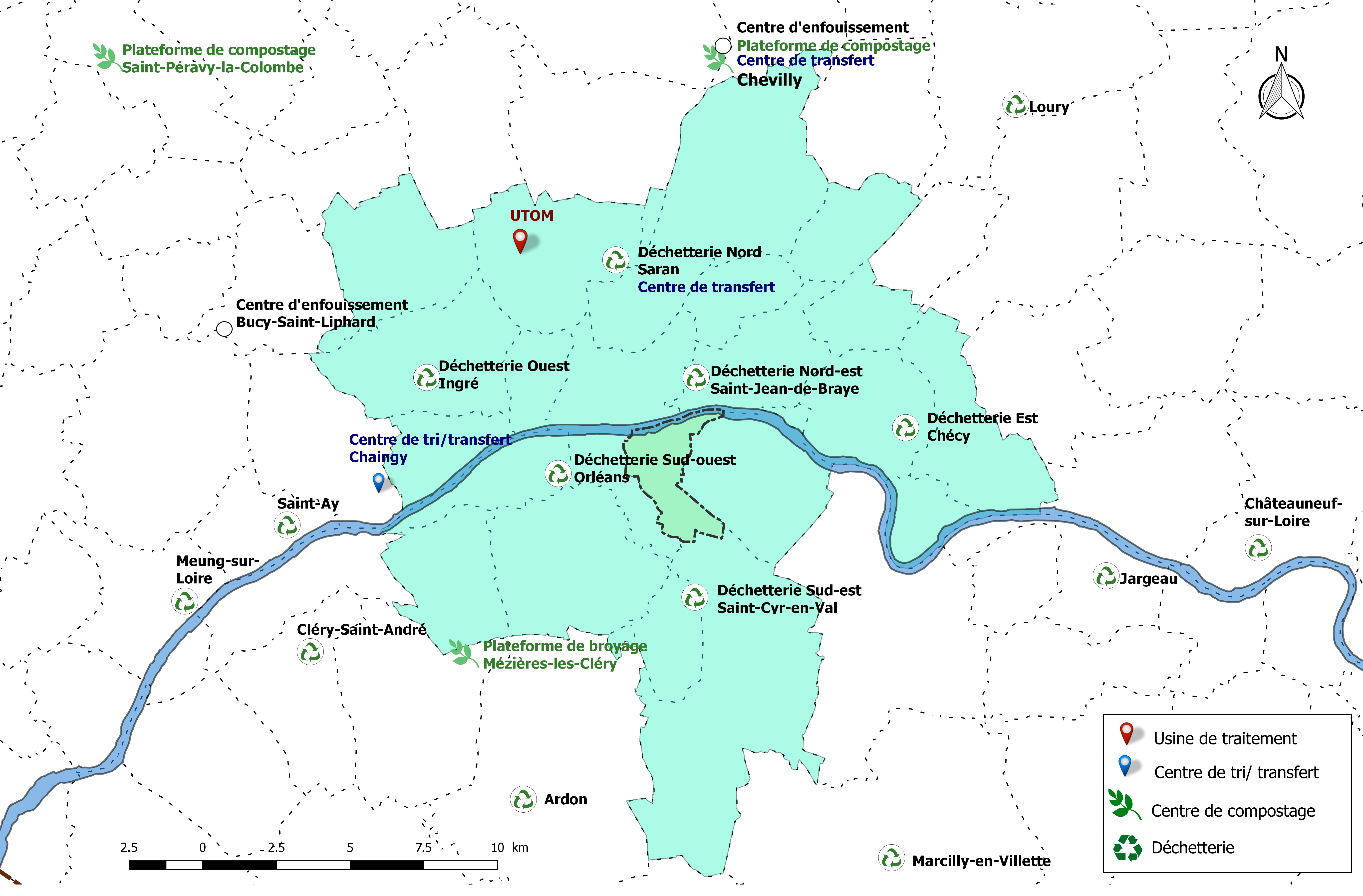
Sites de collecte, de traitement et de valorisation des déchets de la communauté urbaine d'Orléans Métropole, avec localisation de la commune de Saint-Jean-le-Blanc.

La collecte, le traitement et la valorisation des déchets est une compétence exclusive de la communauté urbaine Orléans Métropole depuis 2000 (l'intercommunalité était alors communauté de communes). La collecte des déchets ménagers (résiduels et multimatériaux) est effectuée en porte-à-porte sur toutes les communes de la communauté urbaine. Un réseau de six déchèteries accueille les encombrants et autres déchets spécifiques (déchets verts, déchets dangereux, gravats, cartons…).
Une unité de traitement permettant la valorisation énergétique (l’incinération des déchets ménagers résiduels) et la valorisation matière des autres déchets (corps creux, corps plats et multimatériaux) est en service sur la commune de Saran depuis 1996. Elle est exploitée par la société ORVADE, filiale du groupe Veolia.

### Enseignement
Saint-Jean-le-Blanc est située dans l'académie d'Orléans-Tours et dans la circonscription d'Orléans-Sud. La commune possède deux écoles maternelles, trois écoles primaires et un collège.
- École maternelle et élémentaire publique Jean-Bonnet ;
- École maternelle publique Maurice-Genevoix ;
- École élémentaire publique Charles-Jeune ;
- École élémentaire publique Demay-Vignier ;
- École spéciale publique Les Capucins ;
- Collège Jacques-Prévert.

## Population et société

### Démographie
L'évolution du nombre d'habitants est connue à travers les recensements de la population effectués dans la commune depuis 1793. Pour les communes de moins de 10 000 habitants, une enquête de recensement portant sur toute la population est réalisée tous les cinq ans, les populations de référence des années intermédiaires étant quant à elles estimées par interpolation ou extrapolation. Pour la commune, le premier recensement exhaustif entrant dans le cadre du nouveau dispositif a été réalisé en 2006.
En 2022, la commune comptait 9 534 habitants, en évolution de +10,4 % par rapport à 2016 (Loiret : +1,89 %, France hors Mayotte : +2,11 %).
| 1793 | 1800 | 1806 | 1821 | 1831 | 1836 | 1841 | 1846 | 1851 |
| ---- | ---- | ---- | ---- | ---- | ---- | ---- | ---- | ---- |
| 520  | 595  | 615  | 677  | 697  | 805  | 838  | 870  | 795  |

| 1856 | 1861 | 1866  | 1872  | 1876  | 1881  | 1886  | 1891  | 1896  |
| ---- | ---- | ----- | ----- | ----- | ----- | ----- | ----- | ----- |
| 875  | 995  | 1 166 | 1 221 | 1 177 | 1 283 | 1 461 | 1 426 | 1 533 |

| 1901  | 1906  | 1911  | 1921  | 1926  | 1931  | 1936  | 1946  | 1954  |
| ----- | ----- | ----- | ----- | ----- | ----- | ----- | ----- | ----- |
| 1 602 | 1 632 | 1 723 | 1 778 | 1 890 | 2 031 | 2 202 | 2 467 | 2 670 |

| 1962  | 1968  | 1975  | 1982  | 1990  | 1999  | 2006  | 2011  | 2016  |
| ----- | ----- | ----- | ----- | ----- | ----- | ----- | ----- | ----- |
| 3 675 | 4 731 | 6 531 | 6 549 | 6 806 | 8 493 | 8 229 | 8 136 | 8 636 |

| 2021  | 2022  | - | - | - | - | - | - | - |
| ----- | ----- | - | - | - | - | - | - | - |
| 9 379 | 9 534 | - | - | - | - | - | - | - |

## Économie
- Usine à béton.

## Lieux et monuments

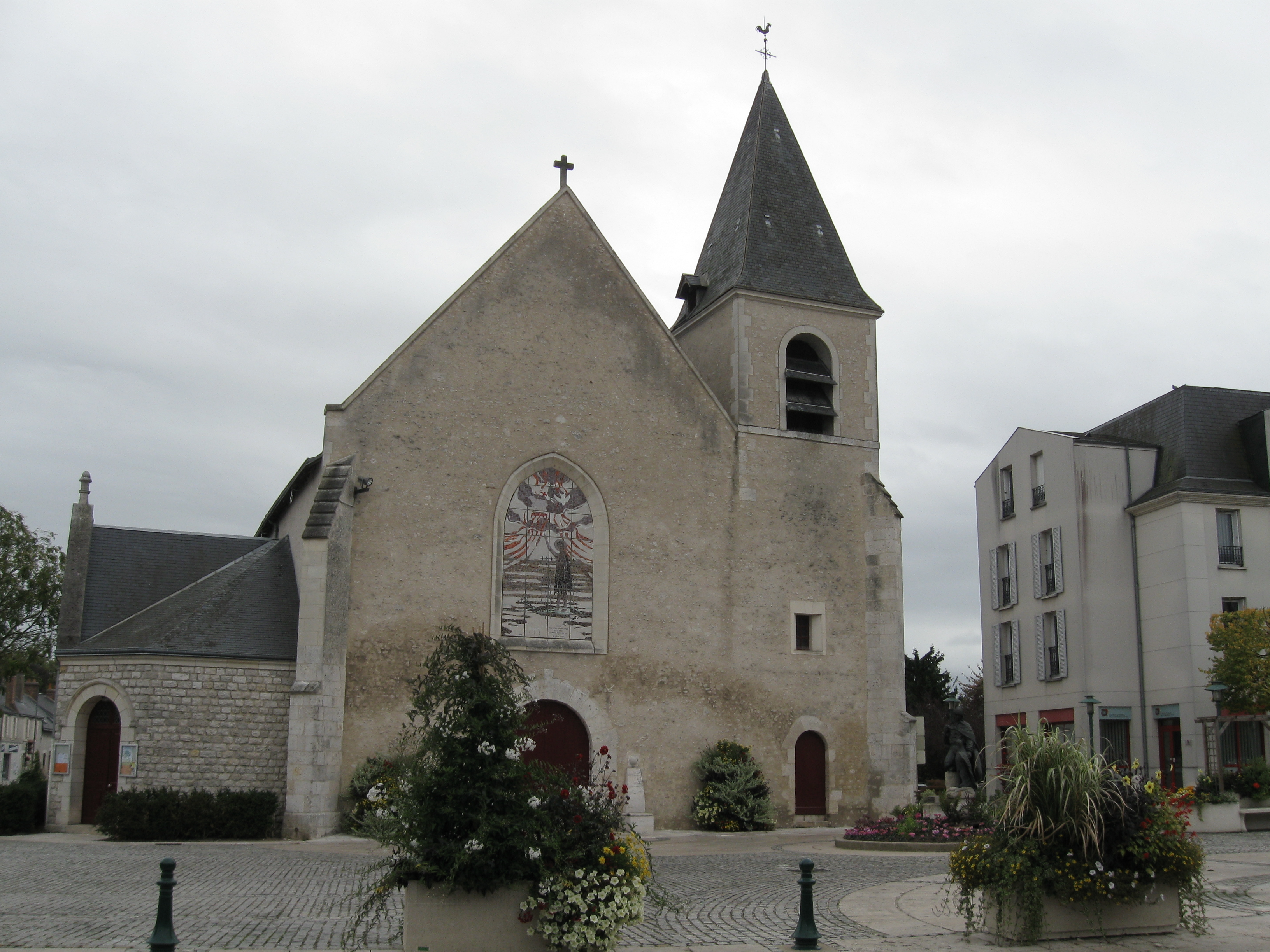
Église Saint-Jean-Baptiste.

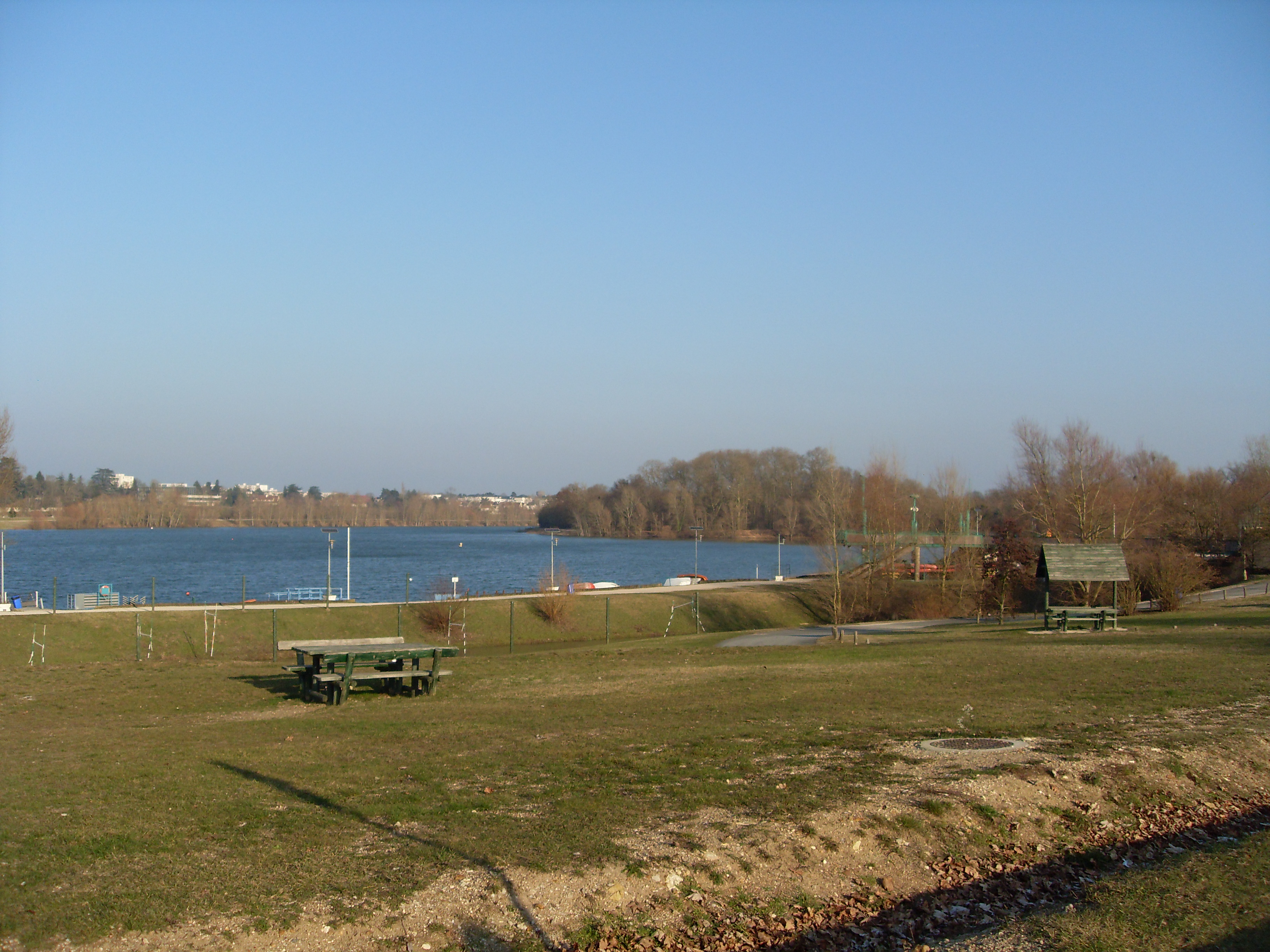
Base de loisirs de l'Île Charlemagne.

- L'île Charlemagne, parc de loisirs de la ville d'Orléans, situé en bordure de Loire ;
- Le château de Saint-Jean-le-Blanc, du XIXe siècle, servant de salles d'expositions temporaires ;
- Le château des Chalet, du XIXe siècle, propriété des Tassin de Charsonville ;
- L'église Saint-Jean-Baptiste, construite au début du XVIIe siècle (première pierre posée le 22 avril 1602 par Henri IV) et comportant des vitraux contemporains ;
- Le pont René Thinat, reliant la ville à Orléans en enjambant la Loire ;
- L'observatoire astronomique ;
- La levée de la Loire.

### Sites et paysages remarquables

#### Patrimoine mondial de l'Unesco
Le 30 novembre 2000, le Val de Loire, dans son cours moyen de Sully-sur-Loire (Loiret) à Chalonnes-sur-Loire (Maine-et-Loire), est inscrit sur la Liste du patrimoine mondial de l'organisation des Nations unies pour l'éducation, la science et la culture (UNESCO) comme « paysage culturel ». Cette inscription reconnaît au site une « valeur universelle exceptionnelle » fondée sur la densité de son patrimoine monumental, architectural et urbain, l'intérêt du paysage fluvial et la qualité exceptionnelle d’expressions paysagères héritées de la Renaissance et du Siècle des Lumières. Toute altération de la V.U.E. est considérée comme une perte pour la mémoire de l’Humanité. Le préfet de la région Centre, préfet coordonnateur, approuve le plan de gestion pour le Val de Loire patrimoine mondial par arrêté en date du 15 novembre 2012. Trente-cinq communes du Loiret sont concernées, dont Saint-Jean-le-Blanc qui a une frange de son territoire inscrite et le reste en zone tampon.

#### Site classé
Le site dénommé « site de Combleux » » est classé au titre de la loi du 2 mai 1930 depuis un arrêté du 14 octobre 1988. D'une superficie totale de 285 hectares, il concerne les communes de Combleux, Saint-Jean-de-Braye, Chécy, Saint-Denis-en-Val, Saint-Jean-le-Blanc et Orléans. Il est considéré comme le plus riche sur le plan paysager de l'agglomération orléanaise, au cœur de la coulée verte qui traverse d'est en ouest l'aire du schéma directeur d'aménagement et d'urbanisme d'Orléans.

## Personnalités liées à la commune
- Jeanne Champillou (1897-1978), peintre, graveur et céramiste française, née dans la commune.
- René Dupont (1929-2025), évêque d'Andong (Corée du Sud), né dans la commune.
- Marie-Paule Deville-Chabrolle, née en 1952, sculpteur de la Marianne en 2000 (Laetitia Casta) et peintre, travaille dans la commune.